# Akkawi
Akkawi (em árabe: جبن عكاوي (em hebraico:  גבינה עכואית) ou Akawi, Akawieh, e Ackawi) é um queijo branco, nativo da região histórica da Palestina, Israel hoje em dia. Recebeu o nome graças à cidade de Acra, de onde foi originado, já que Akkawi significa "de akka". Geralmente usa-se leite de vaca, mas pode ser feito com leite de cabra ou ovelha. Hoje é produzido em larga escala no Oriente Médio, principalmente Líbano, Síria e Chipre.
Tem textura macia e sabor levemente salgado. Geralmente usado como queijo de mesa, é considerado saboroso sozinho ou acompanhado de frutas.